# Georges Strouvé
Georges Strouvé est un directeur de la photographie français, né le 29 juin 1927 dans le 12e arrondissement de Paris, et mort le 15 août 1998  à Aix-en-Provence.

## Biographie
Georges Strouvé, ancien élève de l'École nationale de photographie et cinématographie (promotion « Cinéma » 1951, comme Jacques Demy), figure au générique du court métrage Les Horizons morts que Jacques Demy réalise en 1951. Il prend part à l'expédition française en Patagonie de 1952, dont il est le cinéaste. Au cours de cette ascension Lionel Terray et Guido Magnone parviennent au sommet du Fitz Roy. Strouvé réalise un film de 35 minutes Du Fitz-Roy à l'Aconcagua (1952).
Il commence sa carrière de directeur de la photographie avec Jacques Ertaud et Marcel Ichac en 1958, avant d'entreprendre dès 1962 une collaboration avec Paul Vecchiali qui se poursuivra jusqu'en 1994.
Il a participé à la fondation de la publication de l'Association française des directeurs de la photographie cinématographique, Les Cahiers de l'AFC.

## Filmographie partielle

### Directeur de la photographie

#### Courts métrages
- 1957 : Route des cimes de Jean-Jacques Languepin[4]
- 1962 : Les Roses de la vie de Paul Vecchiali
- 1962 : À Valparaíso, de Joris Ivens
- 1967 : Les Premières Vacances de Paul Vecchiali
- 1972 : L'Enfant Manon de Noël Simsolo
- 1976 : Je m'appelle Marie Marczack de Noël Simsolo
- 1976 : D'un point l'autre  de Noël Simsolo
- 1978 : Images de femmes de Noël Simsolo
- 1978 : Location  de Noël Simsolo
- 1981 : Le Goûter de Josette de  Gérard Frot-Coutaz
- 1992 : Fugue en sol mineur de Paul Vecchiali

#### Longs métrages
- 1958 : Les Étoiles de Midi, de Jacques Ertaud et Marcel Ichac
- 1966 : L'Authentique Procès de Carl-Emmanuel Jung, de Marcel Hanoun
- 1971 : Le Soldat Laforêt, de Guy Cavagnac
- 1971 : Frustration, de José Benazeraf
- 1972 : L'Étrangleur, de Paul Vecchiali
- 1973 : La Vie facile, de Francis Warin
- 1974 : Femmes femmes, de Paul Vecchiali
- 1975 : En grandes pompes d'André Teisseire
- 1975 : Change pas de main, de Paul Vecchiali
- 1977 : Le Théâtre des matières de Jean-Claude Biette
- 1978 : Les Belles Manières, de Jean-Claude Guiguet
- 1978 : Corps à cœur, de Paul Vecchiali
- 1981 : C'est la vie, de Paul Vecchiali
- 1981 : La Flambeuse de Rachel Weinberg
- 1983 : En haut des marches, de Paul Vecchiali
- 1984 : Trous de mémoire, de Paul Vecchiali
- 1986 : Rosa la rose, fille publique, de Paul Vecchiali
- 1988 : Le Café des Jules, de Paul Vecchiali
- 1988 : Encore, de Paul Vecchiali
- 1990 : Erreur de jeunesse, de Radovan Tadic
- 1991 : Jacquot de Nantes, d'Agnès Varda
- 1993 : Les demoiselles ont eu 25 ans, d'Agnès Varda
- 1994 : De sueur et de sang, de Paul Vecchiali
- 1995 : L'Univers de Jacques Demy, d'Agnès Varda

### Réalisateur
- 1952 : 
  - Du Fitz-Roy à l'Aconcagua
  - Fitz- Roy 1951-52
  - La Grande Descente (coréalisateur : Jacques Ertaud)
  - Skis against Mont Blanc (coréalisateur : Jacques Ertaud)